# Сасіреті (Каспський муніципалітет)
Сасіреті (груз. სასირეთი) — село в Грузії.
За даними перепису населення 2014 року в селі проживає 494 особи.